# جورجن نوهال
جورجن نوهال (بالسويدية: Jugge Nohall)‏ هو مغني وممثل سويدي، ولد في 6 سبتمبر 1964.

## وصلات خارجية
- جورجن نوهال على موقع IMDb (الإنجليزية)
- جورجن نوهال على موقع قاعدة بيانات الأفلام العربية
- جورجن نوهال على موقع ألو سيني (الفرنسية)
- جورجن نوهال على موقع قاعدة بيانات الأفلام السويدية (السويدية)
- جورجن نوهال على موقع قاعدة بيانات الفيلم (الإنجليزية)
- جورجن نوهال على موقع كينوبويسك (الروسية)